# Saskatoon University (circonscription saskatchewanaise)
Pour les articles homonymes, voir Saskatoon (homonymie).
Circonscription électorale provinciale du Canada
Saskatoon University est une ancienne circonscription électorale provinciale de la Saskatchewan au Canada. Elle est représentée à l'Assemblée législative de la Saskatchewan de 1971 à 1975, de 1982 à 1991 et de 2016 à 2024.

## Géographie
La circonscription représente le centre-est de la ville de Saskatoon

## Liste des députés
| Parlement                                                                        | Années               | Député               | Député               | Parti                     |
| Saskatoon University                                                             | Saskatoon University | Saskatoon University | Saskatoon University | Saskatoon University      |
| -------------------------------------------------------------------------------- | -------------------- | -------------------- | -------------------- | ------------------------- |
| 17e                                                                              | 1971–1973            |                      | John Richards (en)   | Néo-démocrate             |
| 17e                                                                              | 1973–1975            |                      | John Richards (en)   | Indépendant               |
| Circonscription abolie, voir Saskatoon Centre                                    |                      |                      |                      |                           |
| 20e                                                                              | 1982–1986            |                      | Rick Folk (en)       | Progressiste-conservateur |
| 21e                                                                              | 1986–1991            |                      | Peter Prebble        | Néo-démocrate             |
| Circonscription abolie, voir Saskatoon Sutherland et Saskatoon Greystone         |                      |                      |                      |                           |
| 28e                                                                              | 2016–2020            |                      | Eric Olauson         | Saskatchewanais           |
| 29e                                                                              | 2020–Actuel          |                      | Jennifer Bowes       | Néo-démocrate             |
| Circonscription abolie, voir Saskatoon University-Sutherland et Saskatoon Nutana |                      |                      |                      |                           |

## Résultats électoraux
Saskatoon University (2016-2024)

Saskatoon University (1982-1991)

Saskatoon University (1971-1975)